# Quận Buffalo, Nebraska
Quận Buffalo là một quận thuộc tiểu bang Nebraska, Hoa Kỳ. Quận lỵ đóng ở thành phố Kearney6.
Theo điều tra dân số của Cục điều tra dân số Hoa Kỳ năm 2000, quận có dân số 42.259 người.

## Địa lý
Theo Cục điều tra dân số Hoa Kỳ, quận có diện tích 975 dặm vuông Anh (2.525,2 km2), trong đó có 7 dặm vuông Anh (18,1 km2) là diện tích mặt nước.